# Isla Mbudya
Isla Mbudya (o simplemente Mbudya) es una isla deshabitada en Tanzania, al norte de la capital del país, Dar es Salaam y es una de las cuatro islas de la Reserva Marina Dar es Salaam (DMR).
La isla se encuentra cerca del balneario y de la comunidad pesquera de Kunduchi y es accesible por medio de un paseo en lancha de 20 minutos cruzando desde el continente. Por tanto, se realizan excursiones para turistas y residentes de Tanzania, con una gran variedad de actividades de tiempo libre, como sitio para tomar el sol, practicar buceo, realizar paseos, etc.
Posee una superficie aproximada de 63 hectáreas (equivalentes a 0,63 kilómetros cuadrados), destaca por la belleza natural de su entorno con playas de arena muy blanca y agua azul turquesa.